# 高松市道錦町宮脇線
高松市道 錦町宮脇線（たかまつしどうにしきまちみやわきせん）は、香川県高松市宮脇町一丁目から高松市錦町二丁目へ至る市道である。路線番号はA0206。

## 概要
- 香川県道172号川東高松線の延長線上にあり、栗林トンネルを経由して郊外から流入してきた交通の受け皿となっている。また、郊外から栗林トンネルを経由した場合、当市道をそのまま市道兵庫町西通町線まで北上し、その後県庁前通りに出ることで交通量の多い市街地を迂回して高松駅に行くことが出来る。
- 香川県道172号川東高松線から当市道に変わる部分である亀阜小学校西交差点は、栗林トンネルを経由して市街地に流入する交通が集中する部分であるが、香川県道172号川東高松線及び当市道は2車線の対面通行であることや交差点部分でも右折や左折レーンか無いことなどから、香川県道33号高松善通寺線へ流れる車が一部激しい渋滞を起こしている。
- 沿線は番町であり、商業施設はほとんど無く、多くが住宅街である。
- 起点・終点は路線名による位置関係とは逆になっている。

## 路線データ
- 本線（Google マップ）
  - 起点：香川県高松市宮脇町一丁目7番地7[1]（亀阜小学校西交差点・香川県道33号高松善通寺線交点）
  - 終点：香川県高松市錦町二丁目6番地1[2]（市道寿町扇町線交点）
- 総延長：1km
- 実延長：総延長に同じ（被重複区間なし）
- 幅員：11m
- 車線数：2車線
- 最高速度：40km/h

## 都市計画道路指定
当市道は大部分が都市計画道路に指定されており、指定名は錦町国分寺綾南線。（都）錦町国分寺綾南線は当市道のうち、新番丁小学校北交差点-亀阜小学校西交差点（終点）及び香川県道172号川東高松線のうち、亀阜小学校西交差点（終点）-峰山口交差点並びに国道32号円座バイパスの全線、国道32号綾南バイパスのうち、新西山崎交差点（起点）-一本松交差点からなる全長13.67km（うち高松市部分10.4km）の指定路線である。1946年6月5日、戦災復興院告示第39号により指定。車線数・名称の変更などを除く最終決定日は1998年7月7日。最終告示は、2006年6月2日の香川県告示第457号。
都市計画道路錦町国分寺綾南線
- 指定部分：新番丁小学校北交差点-亀阜小学校西交差点（終点）
- 路線番号：3・4・116
- 指定日：1946年6月5日

## 沿線施設
- 日通商事高松支店
- 高松市立新番丁小学校
- 高松市番町二丁目公園
- 香川県立高松工芸高等学校
- KKRさぬき荘
- 高松市番町四丁目公園

## 重複区間
なし

## 通過する自治体
- 香川県高松市

## 交差・接続している道路
| 接続する道路 西← ＜高松市道錦町宮脇線＞ →東 | 接続する道路 西← ＜高松市道錦町宮脇線＞ →東 | 交差点         | 交差点 |
| ------------------------------------------- | ------------------------------------------- | -------------- | ------ |
| 市道寿町扇町線                              | 市道寿町扇町線                              |                | 高松市 |
| ＜旧丸亀街道＞ 市道兵庫町西通町線           | ＜旧丸亀街道＞ 市道兵庫町西通町線           | 新番丁小学校北 | 高松市 |
| 市道二番町築地線                            | 市道二番町築地線                            | 新番丁小学校東 | 高松市 |
| 市道五番町西宝線                            | 市道五番町西宝線                            | 工芸高校西     | 高松市 |
| 市道六番町5号線                             |                                             |                | 高松市 |
| 市道八番町西浜新町線                        |                                             |                | 高松市 |
| 市道常磐町八番町線                          |                                             |                | 高松市 |
| 県道33号高松善通寺線                        | 県道33号高松善通寺線                        | 亀阜小学校西   | 高松市 |
| ↓県道172号川東高松線（峰山口交差点方面）    |                                             |                |        |